# بوزون نرده‌ای
بوزون نرده‌ای یا بوزون اسکالر (انگلیسی: Scalar boson)، بوزونی است که اسپین آن برابر صفر است. منظور از بوزون این است که عملکرد موج ذرات تحت تبادل ذرات متقارن است و بنابراین از آمار بوز-اینشتین پیروی می‌کند. قضیه اسپین-آمار نشان می‌دهد که همهٔ بوزون‌ها دارای یک چرخش با عدد صحیح هستند؛ مقیاس این مقدار را به صفر ثابت می‌کند.
نام بوزون اسکالر از نظریهٔ میدان کوانتومی نشأت می‌گیرد که بر اساس آن میدان‌های ذرات اسپین صفر مانند یک اسکالر تحت تغییر لورنتز (یعنی ثابت لورنتز هستند) تبدیل می‌شوند.
بوزون شبه اسکالر بوزون اسکالری است که دارای برابری فرد است، در حالی که بوزون‌های اسکالر «معمولی» دارای برابری زوج هستند.